# Gromșin, Montana
Gromșin (în bulgară Громшин) este un sat în comuna Boicinovți, regiunea Montana,  Bulgaria. 

## Demografie
Componența etnică a satului Gromșin
     Romi (16,74%)
     Bulgari (82,38%)
     Nicio identificare (0,86%)
     Altele (0,36%)
La recensământul din 2011, populația satului Gromșin era de 812 locuitori. Din punct de vedere etnic, majoritatea locuitorilor (82,38%) erau bulgari, cu o minoritate de romi (16,74%). Pentru 0,86% din locuitori nu este cunoscută apartenența etnică.